# Eucercosaurus tanyspondylus
Eucercosaurus tanyspondylus es la única especie conocida del género dudoso Eucercosaurus (gr. “lagarto de cola verdadera”) de dinosaurio ornitisquio, ornitópodo que vivió a mediados del período Cretácico, hace aproximadamente 100 millones de años, en el Albiense, en lo que es hoy Europa. 
Sus restos fósiles constan de vértebras caudales hexagonales, comprimidas y alargadas. Descrito por Selley en 1879 a partir de restos encontrados en la Formación Arena Verde de Cambridge, en Cambridgeshire, Inglaterra.
En un principio se lo colocó dentro de los anquilosaurianos, considerado sinónimo de Acanthopholis, pero en la actualidad se lo clasifica como un ornitópodo.